# Emmanuel Sowah
Pour les articles homonymes, voir Sowah.
Emmanuel Sowah, né le 16 janvier 1998, est un footballeur ghanéen qui évolue au poste d'arrière droit avec le club belge du KAS Eupen.

## Biographie
Il joue son premier match dans le championnat de Belgique le 21 août 2016, lors de la 4e journée, à l'occasion d'un déplacement du RSC Anderlecht sur la pelouse du KAS Eupen (score : 2-2).
Cette même saison, il participe à la phase de groupe de la Ligue Europa (quatre matchs joués).

## Palmarès
RSC Anderlecht
- Championnat de Belgique (1) :
  - Champion : 2016-17.